# Veronika Remenárová
Veronika Remenárová (Ružomberok, 16 de març de 1997) és una jugadora de bàsquet eslovaca.
Aler pívot, començà a jugar al MBK Ružomberok en categories de formació. Debutà amb el primer equip a la Lliga eslovaca, on jugà durant tres temporades (2012-15). L'estiu de 2015 fitxà pel KP Brno de la Lliga txeca amb el qual jugà durant sis temporades (2015-21) i competí a l'Eurocopa. La temporada 2021-22 jugà a la DBBL alemanya, primer amb l'Herner TC, amb el qual guanyà la Copa d'Alemanya (2022), i després amb el Rutronik Stars Keltern, proclamant-se campiona de lliga (2022-23). El juny de 2023 fitxà pel Cadí la Seu amb el qual guanyà una Lliga catalana (2023-24) i arribà als vuitens de final de l'Eurocopa.
Internacional amb la selecció eslovaca en categories de formació, competí als Campionat d'Europa sub-16 (2012, 2013), sub-18 (2015) i sub-20 (2015, 2016, 2017). Amb la selecció absoluta debutà el juny de 2017 i ha competit al Campionat d'Europa de 2017 i 2021.